# エルディンガー
エルディンガー・ヴァイスブロイ（Erdinger Weissbräu）は、ドイツ、バイエルン州ミュンヘンの市街地から北東に30キロ行った、エルディング郡のエルディングという町にあるビール醸造所である。
エルディンガー・ヴァイスビアという白ビール（小麦ビール）で知られている。
ヴァイスビア（白ビールまたは小麦ビール）を専門とする醸造所としては、世界最大の生産量をもつ。ヴァイスビアとしては、ドイツ南部だけではなく、ドイツ国内でもっとも飲まれている。

## 概要・歴史
エルディングに残る公式な記録では、1886年にビールの醸造所があったとされる。その後1930年にモルトの会社であるF.W.オットーに買収される。所有権が幾度か変更されるが、1935年にF.W.オットーのゼネラルマネージャーであったフランツ・ブロムバッハが購入する。1949年にエルディンガー・ヴァイスブロイという名前に変更する。1975年からは、フランツ・ブロムバッハの息子であるヴェルナー・ブロムバッハが、醸造所を引き継いでいる。
1983年には、本社が手狭になったため、新しい醸造設備をエルディングの郊外に建設する。
ヴァイスビアは大麦麦芽と小麦麦芽から造られるが、瓶詰終了後に二次発酵が行なわれる、酵母を濾過しないヘーフェ・ヴァイスビア（ヘーフェ・ヴァイツェン）を主力として生産している。また、ハラタウ地区の湧き水とホップを使用している。
1995年に公式のエルディンガー・ファンクラブが設立され、現在、79,000人のメンバーを持っている。

## 商品ラインナップ
- 「ERDINGER Weissbier 」（度数、5,3%)
- 「ERDINGER Alkoholfrei」（ノンアルコール）
- 「ERDINGER Dunkel 」（度数、5,3%)
- 「ERDINGER Kristall 」（度数、5,3%)
- 「ERDINGER Pikantus 」（度数、7,3%)
- 「ERDINGER Leicht  」（度数、2,8%)
- 「ERDIGER Schneeweiße」（度数、5.6%) 11月～２月の冬季限定
- 「ERDINGER Urweisse 」（度数、4,9%)
- 「ERDINGER Champ 」（度数、4,7%)

## 参考図書
- ビールの図鑑　一般社団法人日本ビール文化研究会・日本ビアジャーナリスト協会　マイナビ2013年
- 世界のビール　藤原ヒロユキ　だいわ文庫2012年
- 世界のビール図鑑　ティム・ハンプソン　ネコ・パブリッシング2010年